# Atelopus arsyecue
Atelopus arsyecue är en groddjursart som beskrevs av Jose Vicente Rueda-Almonacid 1994. Atelopus arsyecue ingår i släktet Atelopus och familjen paddor. IUCN kategoriserar arten globalt som akut hotad. Inga underarter finns listade.